# 2015 год в кино
В данной статье представлены списки топ-10 самых кассовых фильмов года, самих фильмов, вышедших в течение года и наград, полученных фильмами за 2015 год.

## Самые кассовые фильмы
| Место | Название                                   | Студия               | Мировые кассовые сборы |
| ----- | ------------------------------------------ | -------------------- | ---------------------- |
| 1     | Звёздные войны: Пробуждение силы           | Walt Disney Pictures | $2 068 223 624         |
| 2     | Мир юрского периода                        | Universal Studios    | $1 671 713 208         |
| 3     | Форсаж 7                                   | Universal Studios    | $1 516 045 911         |
| 4     | Мстители: Эра Альтрона                     | Walt Disney Pictures | $1 405 403 694         |
| 5     | Миньоны                                    | Universal Studios    | $1 159 398 397         |
| 6     | 007: Спектр                                | Columbia Pictures    | $880 674 609           |
| 7     | Головоломка                                | Walt Disney Pictures | $857 611 174           |
| 8     | Миссия невыполнима: Племя изгоев           | Paramount Pictures   | $682 714 267           |
| 9     | Голодные игры: Сойка-пересмешница. Часть 2 | Lionsgate            | $653 428 261           |
| 10    | Марсианин                                  | 20th Century Fox     | $630 161 890           |

## Самые кассовые фильмы в российском прокате
Ниже представлен список 10 самых кассовых фильмов 2015 года в российском прокате по данным «Кинобизнес сегодня»:
| Место | Название                         | Студия                                      | Кассовые сборы (руб.) |
| ----- | -------------------------------- | ------------------------------------------- | --------------------- |
| 1     | Миньоны                          | Universal Studios                           | 1 866 431 191         |
| 2     | Звёздные войны: Пробуждение силы | Walt Disney Studios Sony Pictures Releasing | 1 866 171 039         |
| 3     | Форсаж 7                         | Universal Studios                           | 1 739 742 658         |
| 4     | Мстители: Эра Альтрона           | Walt Disney Studios Sony Pictures Releasing | 1 716 274 684         |
| 5     | Мир юрского периода              | Universal Pictures                          | 1 350 684 625         |
| 6     | Терминатор: Генезис              | Централ Партнершип                          | 1 201 252 079         |
| 7     | Марсианин                        | Двадцатый Век Фокс СНГ                      | 1 196 277 432         |
| 8     | Монстры на каникулах 2           | Walt Disney Studios Sony Pictures Releasing | 1 126 692 845         |
| 9     | Пятьдесят оттенков серого        | Universal Studios                           | 1 101 617 371         |
| 10    | Головоломка                      | Walt Disney Studios Sony Pictures Releasing | 1 066 103 266         |

## Фильмы, вышедшие в прокат в России в 2015 году

### Январь — Март
| Премьера      | Премьера | Название                                  | Студия                                      | Режиссёр                                           | В ролях                                                               | Жанр                  | Прим. |
| ------------- | -------- | ----------------------------------------- | ------------------------------------------- | -------------------------------------------------- | --------------------------------------------------------------------- | --------------------- | ----- |
| Я Н В А Р Ь   | 1        | Седьмой сын                               | Universal Pictures                          | Сергей Бодров                                      | Бен Барнс, Джефф Бриджес, Джулианна Мур                               | фэнтези, приключения  |       |
| Я Н В А Р Ь   | 1        | Исход: Цари и боги                        | 20th Century Fox                            | Ридли Скотт                                        | Кристиан Бэйл, Джоэл Эдгертон, Джон Туртурро                          | боевик, приключения   |       |
| Я Н В А Р Ь   | 1        | Джон Уик                                  | Thunder Road Pictures / 87Eleven            | Чад Стахелски                                      | Киану Ривз, Уиллем Дефо                                               | боевик, триллер       |       |
| Я Н В А Р Ь   | 1        | 8 новых свиданий                          | Централ Партнершип                          | Марюс Вайсберг                                     | Оксана Акиньшина, Владимир Зеленский, Михаил Галустян                 | комедия               |       |
| Я Н В А Р Ь   | 1        | Три богатыря. Ход конём                   | Наше кино / Мельница                        | Константин Феоктистов                              | Сергей Маковецкий, Дмитрий Высоцкий, Дмитрий Нагиев                   | мультфильм            |       |
| Я Н В А Р Ь   | 1        | Что творят мужчины! 2                     | Enjoy Movies                                | Сарик Андреасян                                    | Таир Мамедов, Роман Юнусов, Никита Джигурда, Настя Задорожная         | комедия               |       |
| Я Н В А Р Ь   | 1        | Снежная королева 2: Перезаморозка         | 20th Century Fox / Bazelevs                 | Алексей Цицилин                                    | Иван Охлобыстин, Нюша, Анна Хилькевич                                 | мультфильм            |       |
| Я Н В А Р Ь   | 1        | Вот так подружка                          | Cinema Prestige                             | Джованни Веронези                                  | Летиция Каста, Фабио Де Луиджи                                        | комедия               |       |
| Я Н В А Р Ь   | 1        | Black Comedy Shorts                       | Utopia Pictures                             |                                                    |                                                                       | короткометражное кино |       |
| Я Н В А Р Ь   | 1        | Best Shorts: New Year                     | ПРОвзгляд                                   |                                                    |                                                                       | короткометражное кино |       |
| Я Н В А Р Ь   | 8        | Большие глаза                             | Централ Партнершип / Tim Burton Productions | Тим Бёртон                                         | Эми Адамс, Кристоф Вальц                                              | драма                 |       |
| Я Н В А Р Ь   | 8        | Ночь в музее: Секрет гробницы             | 20th Century Fox                            | Шон Леви                                           | Бен Стиллер, Робин Уильямс                                            | фэнтези, комедия      |       |
| Я Н В А Р Ь   | 15       | Несломленный                              | Universal Pictures                          | Анджелина Джоли                                    | Джек О’Коннелл, Донал Глисон                                          | драма, военный        |       |
| Я Н В А Р Ь   | 15       | Заложница 3                               | 20th Century Fox                            | Оливье Мегатон                                     | Лиам Нисон, Мэгги Грэйс, Форест Уитакер                               | боевик, триллер       |       |
| Я Н В А Р Ь   | 15       | Дикие истории                             | Cinema Prestige                             | Дамиан Сифрон                                      | Рикардо Дарин, Оскар Мартинес                                         | триллер, комедия      |       |
| Я Н В А Р Ь   | 15       | Женщина в чёрном 2: Ангел смерти          | Наше кино                                   | Том Харпер                                         | Фиби Фокс, Джереми Ирвин                                              | ужасы, триллер        |       |
| Я Н В А Р Ь   | 15       | Голые перцы                               | Парадиз                                     | Скот Армстронг                                     | ТиДжей Миллер, Адам Палли                                             | комедия               |       |
| Я Н В А Р Ь   | 15       | Вызов бездне 3D                           | Top Film Distribution                       | Джон Бруно, Рэй Кен, Эндрю Уайт                    | Джеймс Кэмерон, Френк Лолито                                          | документальный        |       |
| Я Н В А Р Ь   | 15       | Ещё один год                              | Люксор                                      | Оксана Бычкова                                     | Надежда Лумпова, Алексей Филимонов                                    | мелодрама             |       |
| Я Н В А Р Ь   | 15       | Медведи-соседи: Зимние каникулы           | Ракета Релизинг                             | Фуюань Лью                                         | Дженни Эн, Брайан Баллок                                              | мультфильм            |       |
| Я Н В А Р Ь   | 22       | Бёрдмэн                                   | 20th Century Fox                            | Алехандро Гонсалес Иньярриту                       | Майкл Китон, Эдвард Нортон, Эмма Стоун, Наоми Уоттс                   | драма, комедия        |       |
| Я Н В А Р Ь   | 22       | Тупой и ещё тупее 2                       | West                                        | Питер и Бобби Фаррелли                             | Джим Керри, Джефф Дэниелс                                             | комедия               |       |
| Я Н В А Р Ь   | 22       | Ограбление по-американски                 | Каропроект                                  | Сарик Андреасян                                    | Хейден Кристенсен, Эдриан Броуди                                      | триллер, драма        |       |
| Я Н В А Р Ь   | 22       | Приключения Паддингтона                   | Вольга                                      | Пол Кинг                                           | Бен Уишоу, Николь Кидман, Хью Бонневилль                              | комедия               |       |
| Я Н В А Р Ь   | 22       | Игрок                                     | Централ Партнершип                          | Руперт Уайатт                                      | Марк Уолберг, Джон Гудман, Джессика Лэнг                              | триллер, драма        |       |
| Я Н В А Р Ь   | 22       | Две женщины                               | Парадиз                                     | Вера Глаголева                                     | Анна Астраханцева, Рэйф Файнс                                         | драма                 |       |
| Я Н В А Р Ь   | 22       | Я дышу                                    | Арена                                       | Мелани Лоран                                       | Жозефин Жапи, Лу де Лааж, Изабель Карре                               | драма                 |       |
| Я Н В А Р Ь   | 22       | Раскоп                                    | Любители                                    | Сергей Дахин                                       | Кирилл Пирогов                                                        | драма, комедия        |       |
| Я Н В А Р Ь   | 29       | Охотник на лис                            | Парадиз                                     | Беннетт Миллер                                     | Стив Карелл, Ченнинг Тейтум, Марк Руффало                             | драма, спорт          |       |
| Я Н В А Р Ь   | 29       | Континуум                                 | Централ Партнершип                          | Дин Израэлайт                                      | Джонни Уэстон, София Блэк-Д’Элиа                                      | фантастика            |       |
| Я Н В А Р Ь   | 29       | Кибер                                     | Universal Pictures                          | Майкл Манн                                         | Крис Хемсворт, Ван Лихом, Виола Дэвис                                 | боевик, триллер       |       |
| Я Н В А Р Ь   | 29       | Чёрное море                               | Top Film Distribution                       | Кевин МакДональд                                   | Джуд Лоу, Скут Макнейри, Бен Мендельсон                               | триллер               |       |
| Я Н В А Р Ь   | 29       | Бабадук                                   | Экспонента                                  | Дженнифер Кент                                     | Эсси Дэвис, Ной Уайзман                                               | ужасы, триллер        |       |
| Я Н В А Р Ь   | 29       | Ёлки лохматые                             | 20th Century Fox / Bazelevs                 | Максим Свешников                                   | Андрей Мерзликин, Ян Цапник                                           | комедия               |       |
| Я Н В А Р Ь   | 29       | Звериный отряд                            | Ракета Релизинг                             | Серджо Манфио                                      |                                                                       | мультфильм            |       |
| Я Н В А Р Ь   | 29       | Братья Ч                                  | Студия Пассажир                             | Михаил Угаров                                      | Егор Корешков, Артем Григорьев                                        | драма                 |       |
| Ф Е В Р А Л Ь | 5        | Восхождение Юпитер                        | Каро-премьер                                | Энди Вачовски, Лана Вачовски                       | Ченнинг Татум, Мила Кунис, Шон Бин                                    | фантастика, боевик    |       |
| Ф Е В Р А Л Ь | 5        | Игра в имитацию                           | Централ Партнершип                          | Мортен Тильдум                                     | Бенедикт Камбербэтч, Кира Найтли                                      | триллер, драма        |       |
| Ф Е В Р А Л Ь | 5        | Левиафан                                  | 20th Century Fox / A Company                | Андрей Звягинцев                                   | Алексей Серебряков, Елена Лядова, Владимир Вдовиченков, Роман Мадянов | драма                 |       |
| Ф Е В Р А Л Ь | 5        | Лофт                                      | Парадиз                                     | Эрик Ван Лой                                       | Карл Урбан, Джеймс Марсден                                            | триллер               |       |
| Ф Е В Р А Л Ь | 5        | Гость                                     | Ракета Релизинг                             | Адам Вингард                                       | Дэн Стивенс, Майка Монро                                              | триллер, боевик       |       |
| Ф Е В Р А Л Ь | 5        | Невидимки                                 | Наше кино                                   | Сергей Комаров                                     | Илья Любимов, Екатерина Гусева, Гоша Куценко, Андрей Мерзлики         | комедия               |       |
| Ф Е В Р А Л Ь | 5        | Пока ещё жива                             | DreamTeam                                   | Александр Атанесян                                 | Евгения Трофимова, Александр Асташенок                                | драма                 |       |
| Ф Е В Р А Л Ь | 5        | Развод по-французски                      | Люксор                                      | Дороте Себба                                       | Жеральдин Накаш, Ким Росси Стюарт                                     | комедия               |       |
| Ф Е В Р А Л Ь | 12       | Пятьдесят оттенков серого                 | Universal Studios                           | Сэм Тейлор-Джонсон                                 | Дакота Джонсон, Джейми Дорнан                                         | мелодрама             |       |
| Ф Е В Р А Л Ь | 12       | Kingsman: Секретная служба                | 20th Century Fox                            | Мэттью Вон                                         | Тэрон Эджертон, Колин Фёрт, Сэмюэл Л. Джексон                         | боевик, комедия       |       |
| Ф Е В Р А Л Ь | 12       | Губка Боб в 3D                            | Централ Партнершип                          | Пол Тиббит                                         | Том Кенни, Антонио Бандерас                                           | мультфильм            |       |
| Ф Е В Р А Л Ь | 12       | Эверест. Достигая невозможного            | Русский репортаж                            | Лиэнн Пули                                         | Чад Моффитт, Сонам Шерпа                                              | документальный        |       |
| Ф Е В Р А Л Ь | 12       | КиноДетство. Микрополис                   | КиноДетство                                 | Александр Храмцов, Вадим Сотсков, Инна Евланникова |                                                                       | мультфильм            |       |
| Ф Е В Р А Л Ь | 12       | Белый Бог                                 | Cinema Prestige                             | Корнел Мундруцо                                    | Жофия Псотта, Шандор Жотер                                            | драма                 |       |
| Ф Е В Р А Л Ь | 12       | Домик в сердце                            | Арена / All Media                           | Грач Кешишян                                       | Мария Сёмкина, Армен Джигарханян                                      | мелодрама             |       |
| Ф Е В Р А Л Ь | 12       | Берцы                                     | Пятое июня                                  | Екатерина Шагалова                                 | Тимофей Каратаев, Ксения Лаврова-Глинка                               | драма                 |       |
| Ф Е В Р А Л Ь | 19       | Овечка Долли была злая и рано умерла      | 20th Century Fox                            | Алексей Пиманов                                    | Данила Шевченко, Юлия Савичева, Виктор Сухоруков                      | фантастика, комедия   |       |
| Ф Е В Р А Л Ь | 19       | Убить гонца                               | Top Film Distribution                       | Майкл Куэста                                       | Джереми Реннер, Мэри Элизабет Уинстэд                                 | триллер, драма        |       |
| Ф Е В Р А Л Ь | 19       | Шрам                                      | Централ Партнершип                          | Фатих Акин                                         | Тахар Рахим, Симон Абкарян                                            | драма                 |       |
| Ф Е В Р А Л Ь | 19       | 12 месяцев. Новая сказка                  | Люксор                                      | Денис Елеонский                                    | Ольга Налётова, Илья Бутковский                                       | фэнтези               |       |
| Ф Е В Р А Л Ь | 19       | Волшебная страна                          | Кинологистика                               | Цзяньрон Ву, Леон Динг                             |                                                                       | мультфильм            |       |
| Ф Е В Р А Л Ь | 19       | Племя                                     | Utopia Pictures                             | Мирослав Слабошпицкий                              | Григорий Фесенко, Яна Новикова                                        | драма                 |       |
| Ф Е В Р А Л Ь | 19       | Унижение                                  | A-One Films                                 | Барри Левинсон                                     | Аль Пачино, Грета Гервиг                                              | драма                 |       |
| Ф Е В Р А Л Ь | 19       | Янковский                                 | Парадиз                                     | Аркадий Коган                                      | Николай Янковский, Филипп Янковский                                   | документальный        |       |
| Ф Е В Р А Л Ь | 20       | Батальонъ                                 | WDSSPR (Sony)                               | Дмитрий Месхиев                                    | Мария Аронова, Мария Кожевникова                                      | драма, военный        |       |
| Ф Е В Р А Л Ь | 26       | Фокус                                     | Каро-Премьер                                | Гленн Фикарра, Джон Рекуа                          | Уилл Смит, Марго Робби                                                | драма, комедия        |       |
| Ф Е В Р А Л Ь | 26       | Вселенная Стивена Хокинга                 | Universal Pictures                          | Джеймс Марш                                        | Эдди Редмэйн, Фелисити Джонс                                          | драма                 |       |
| Ф Е В Р А Л Ь | 26       | Кровавая леди Батори                      | Централ Партнершип                          | Андрей Конст                                       | Светлана Ходченкова, Изабелль Аллен                                   | триллер               |       |
| Ф Е В Р А Л Ь | 26       | Книга жизни                               | 20th Century Fox                            | Хорхе Р. Гутьеррес                                 | Диего Луна, Зои Салдана, Ченнинг Татум                                | мультфильм            |       |
| Ф Е В Р А Л Ь | 26       | Простушка                                 | Парадиз                                     | Эри Сандел                                         | Мэй Уитман, Робби Амелл, Белла Торн                                   | комедия               |       |
| Ф Е В Р А Л Ь | 26       | Эверли                                    | Top Film Distribution                       | Джо Линч                                           | Сальма Хайек, Хироюки Ватанабэ                                        | боевик, триллер       |       |
| Ф Е В Р А Л Ь | 26       | Цена человека                             | Cinema Prestige                             | Паоло Вирдзи                                       | Фабрицио Бентивольо, Матильда Джоли                                   | драма                 |       |
| М А Р Т       | 5        | Робот по имени Чаппи                      | WDSSPR (Sony)                               | Нил Бломкамп                                       | Шарлто Копли, Дев Патель                                              | фантастика, боевик    |       |
| М А Р Т       | 5        | Снайпер                                   | Каро-Премьер                                | Клинт Иствуд                                       | Брэдли Купер, Сиенна Миллер                                           | боевик, триллер       |       |
| М А Р Т       | 5        | Духless 2                                 | Universal Pictures                          | Роман Прыгунов                                     | Данила Козловский, Мария Андреева                                     | драма                 |       |
| М А Р Т       | 5        | Между делом                               | 20th Century Fox                            | Кен Скотт                                          | Винс Вон, Том Уилкинсон, Дэйв Франко                                  | комедия               |       |
| М А Р Т       | 5        | Цимбелин                                  | Наше кино                                   | Майкл Алмерейда                                    | Эд Харрис, Дакота Джонсон                                             | драма                 |       |
| М А Р Т       | 5        | Царство красоты                           | Русский репортаж                            | Дени Аркан                                         | Эрик Брунэо, Мелани Тьерри                                            | драма                 |       |
| М А Р Т       | 5        | Снежные приключения Солана и Людвига      | Кинография                                  | Расмус А. Сивертсен                                | Кари Анн Грёнсунд, Тронд Хёвик                                        | мультфильм            |       |
| М А Р Т       | 5        | Диор и я                                  | ЦДК, Beat Films                             | Фридерик Ченг                                      | Грэйс Коддингтон, Марион Котийяр                                      | документальный        |       |
| М А Р Т       | 5        | Зелёная Планета                           | НеваФильм Emotion                           | Жан Хафт                                           | Бенно Фюрман                                                          | документальный        |       |
| М А Р Т       | 6        | Золушка                                   | Walt Disney Pictures                        | Кеннет Брана                                       | Лили Джеймс, Кейт Бланшетт                                            | фэнтези               |       |
| М А Р Т       | 12       | Суперфорсаж!                              | Вольга                                      | Джейсон Фридберг, Аарон Зельцер                    | Алекс Ашбаух, Дэйл Павински                                           | комедия               |       |
| М А Р Т       | 12       | Гнев                                      | Парадиз                                     | Пако Кабесас                                       | Николас Кейдж, Рэйчел Николс                                          | боевик, триллер       |       |
| М А Р Т       | 12       | Да и да                                   | Централ Партнершип                          | Валерия Гай Германика                              | Агния Кузнецова, Александр Виноградов                                 | драма                 |       |
| М А Р Т       | 12       | Отель «Мэриголд». Заселение продолжается  | 20th Century Fox                            | Джон Мэдден                                        | Дев Патель, Мэгги Смит, Джуди Денч                                    | комедия               |       |
| М А Р Т       | 12       | Проклятие: Начало конца                   | Централ Партнершип / All Media              | Масаюки Отиай                                      | Шо Аояги, Ёсихико Хакамада                                            | ужасы                 |       |
| М А Р Т       | 12       | Пилигрим: Пауло Коэльо                    | Люксор                                      | Даниэл Аугусту                                     | Жулио Андради, Равел Андради                                          | драма, биография      |       |
| М А Р Т       | 12       | Сын Хамас                                 | Арена                                       | Надав Ширман                                       | Мосаб Хассан Юсеф, Гонен Бен Ицхак                                    | документальный        |       |
| М А Р Т       | 17       | На паузе                                  | 100 фильм                                   | Роб Бурк, Ронан Бурк                               | Джессика Паре, Брин Глисон                                            | мелодрама             |       |
| М А Р Т       | 19       | Дивергент, глава 2: Инсургент             | Централ Партнершип                          | Роберт Швентке                                     | Шейлин Вудли, Тео Джеймс, Кейт Уинслет                                | фантастика            |       |
| М А Р Т       | 19       | Дом                                       | 20th Century Fox                            | Тим Джонсон                                        | Джим Парсонс, Рианна, Стив Мартин                                     | мультфильм            |       |
| М А Р Т       | 19       | Энни                                      | WDSSPR (Sony)                               | Уилл Глак                                          | Куавенжане Уоллис, Джейми Фокс                                        | мюзикл, комедия       |       |
| М А Р Т       | 19       | Самба                                     | Top Film Distribution                       | Оливье Накаш, Эрик Толедано                        | Омар Си, Шарлотта Генсбур, Тахар Рахим                                | драма, комедия        |       |
| М А Р Т       | 19       | Ч/Б                                       | Вольга                                      | Евгений Шелякин                                    | Алексей Чадов, Мераб Нинидзе                                          | комедия               |       |
| М А Р Т       | 19       | Полное превращение                        | Каропрокат                                  | Филипп Коршунов                                    | Олег Гаас, Арина Постникова                                           | комедия               |       |
| М А Р Т       | 19       | Р-51: Истребители драконов                | UMS Film                                    | Марк Аткинс                                        | Скотт Мартин, Стефани Беран                                           | фантастика, боевик    |       |
| М А Р Т       | 19       | Викинги                                   | НеваФильм Emotion                           |                                                    |                                                                       | документальный        |       |
| М А Р Т       | 19       | Ледяной лес                               | Cinema Prestige                             | Клаудио Ноче                                       | Эмир Кустурица, Ксения Раппопорт                                      | триллер               |       |
| М А Р Т       | 26       | Призрак                                   | Наше кино                                   | Александр Войтинский                               | Фёдор Бондарчук, Семен Трескунов                                      | комедия               |       |
| М А Р Т       | 26       | Поклонник                                 | Universal Pictures                          | Роб Коэн                                           | Дженнифер Лопез, Райан Гузман                                         | ужасы, триллер        |       |
| М А Р Т       | 26       | Неуловимые                                | 20th Century Fox                            | Артем Аксененко                                    | Александра Бортич, Иван Шахназаров                                    | приключения           |       |
| М А Р Т       | 26       | Барашек Шон                               | Вольга                                      | Марк Бертон, Ричард Старзак                        | Джастин Флетчер, Джон Шпаркс                                          | мультфильм            |       |
| М А Р Т       | 26       | Машина времени в джакузи 2                | Централ Партнершип                          | Стив Пинк                                          | Роб Кордри, Крэйг Робинсон, Кларк Дьюк                                | фантастика            |       |
| М А Р Т       | 26       | Счастье — это…                            | Walt Disney Pictures                        |                                                    | Станислав Дужников, Борис Щербаков                                    | короткометражное кино |       |
| М А Р Т       | 26       | Модная штучка                             | Экспонента                                  | Шон Гэррити                                        | Портия Даблдэй, Марк-Андре Гронден                                    | комедия               |       |
| М А Р Т       | 26       | Пациенты                                  | Парадиз                                     | Элла Омельченко                                    | Павел Баршак, Тимофей Трибунцев                                       | драма, комедия        |       |
| М А Р Т       | 26       | Чародей равновесия. Тайна Сухаревой башни | Каропрокат                                  | Сергей Серёгин                                     | Прохор Чеховской, Ольга Шорохова                                      | мультфильм            |       |
| М А Р Т       | 26       | Газели                                    | A-One Films                                 | Мона Ашаш                                          | Камиль Шаму, Одри Флеро                                               | комедия               |       |
| М А Р Т       | 26       | Оскар 2015. Короткий метр: Игровое кино   | Utopia Pictures                             |                                                    |                                                                       | короткометражное кино |       |

### Апрель — Июнь
| Премьера    | Премьера | Название                            | Студия                         | Режиссёр                           | В ролях | Жанр                  | Прим. |
| ----------- | -------- | ----------------------------------- | ------------------------------ | ---------------------------------- | --- | --------------------- | ----- |
| А П Р Е Л Ь | 1        | Женщины против мужчин               | Каропрокат                     | Таир Мамедов                       | Роман Юнусов, Александр Головин, Денис Косяков, Мария Кравченко | комедия               |       |
| А П Р Е Л Ь | 2        | Битва за Севастополь                | 20th Century Fox               | Сергей Мокрицкий                   | Юлия Пересильд, Евгений Цыганов | военный, драма        |       |
| А П Р Е Л Ь | 2        | Искатель воды                       | Централ Партнершип             | Рассел Кроу                        | Рассел Кроу, Ольга Куриленко | драма                 |       |
| А П Р Е Л Ь | 2        | Последние рыцари                    | Top Film Distribution          | Казуаки Кирия                      | Клайв Оуэн, Морган Фриман | драма, боевик         |       |
| А П Р Е Л Ь | 2        | Оз: Нашествие летучих обезьян       | Top Film Distribution          | Альберто Мар                       | Рауль Араиса, Раймундо Армихо | мультфильм            |       |
| А П Р Е Л Ь | 2        | Выхода нет                          | Арена                          | Ваге Саян                          | Камо Унанян, Армен Марутян | криминал, драма       |       |
| А П Р Е Л Ь | 2        | Феникс                              | Cinema Prestige                | Кристиан Петцольд                  | Нина Хосс, Рональд Церфельд | драма                 |       |
| А П Р Е Л Ь | 2        | Анина                               | Премьер-Кинопрокат             | Альфредо Содергуит                 | Федерика Лаканьо, Мария Мендив | мультфильм            |       |
| А П Р Е Л Ь | 2        | Секрет счастья                      | Артхаус                        | Даниэль Бурман                     | Фабиан Аренильяс, Алехандро Авада | драма, комедия        |       |
| А П Р Е Л Ь | 9        | Форсаж 7                            | Universal Pictures             | Джеймс Ван                         | Вин Дизель, Пол Уокер, Джейсон Стэйтем | боевик, триллер       |       |
| А П Р Е Л Ь | 9        | Дикая                               | 20th Century Fox               | Жан-Марк Валле                     | Риз Уизерспун, Лора Дерн | драма                 |       |
| А П Р Е Л Ь | 9        | Как поймать монстра                 | Top Film Distribution          | Райан Гослинг                      | Кристина Хендрикс, Иэн Де Кэскер, Сирша Ронан | фэнтези, триллер      |       |
| А П Р Е Л Ь | 9        | Эффект Лазаря                       | West                           | Дэвид Гелб                         | Марк Дюпласс, Оливия Уайлд, Сара Болгер | триллер, ужасы        |       |
| А П Р Е Л Ь | 9        | Гнездо дракона                      | Парадиз / АКМ                  | Юэфэн Сонг                         | Цзяо Сюй, Гуаньлин Джи | мультфильм            |       |
| А П Р Е Л Ь | 9        | Последние пять лет                  | Ракета Релизинг                | Ричард ЛаГравенес                  | Анна Кендрик, Джереми Джордан | мюзикл, драма         |       |
| А П Р Е Л Ь | 9        | Оскар 2015. Короткий метр: Анимация | Utopia Pictures                |                                    | | короткометражное кино |       |
| А П Р Е Л Ь | 9        | Косухи                              | Мастер Синема                  | Себастьян Аларкон                  | Дмитрий Смирнов, Сергей Газаров | драма                 |       |
| А П Р Е Л Ь | 16       | Территория                          | Вольга                         | Александр Мельник                  | Константин Лавроненко, Григорий Добрыгин, Егор Бероев, Ксения Кутепова | документальный        |       |
| А П Р Е Л Ь | 16       | Дальняя дорога                      | 20th Century Fox               | Джордж Тиллман мл.                 | Скотт Иствуд, Бритт Робертсон | драма                 |       |
| А П Р Е Л Ь | 16       | Ночной беглец                       | Каро-Премьер                   | Хауме Кольет-Серра                 | Лиам Нисон, Юэль Киннаман, Эд Харрис | боевик, криминал      |       |
| А П Р Е Л Ь | 16       | Реальные упыри                      | Вольга                         | Джемейн Клемент, Тайка Вайтити     | Джемейн Клемент, Тайка Вайтити | комедия               |       |
| А П Р Е Л Ь | 16       | Добро пожаловать в рай              | Наше кино                      | Брайан А Миллер                    | Эмбир Чилдерс, Томас Джейн, Брюс Уиллис | фантастика, боевик    |       |
| А П Р Е Л Ь | 16       | Большая игра                        | Люксор                         | Ялмари Хеландер                    | Сэмюэл Л. Джексон, Онни Томмила | триллер, драма        |       |
| А П Р Е Л Ь | 16       | Мама дарагая!                       | Парадиз                        | Ярослав Чеважевский                | Дмитрий Аверин, Ксения Раппопорт | комедия               |       |
| А П Р Е Л Ь | 16       | С 5 до 7. Время любовников          | Top Film Distribution          | Виктор Левин                       | Беренис Марло, Антон Ельчин | драма комедия         |       |
| А П Р Е Л Ь | 16       | Не видать нам Париж, как своих ушей | Cinema Prestige                | Саймон Хелберг, Жослин Таун        | Саймон Хелберг, Мелани Лински, Закари Куинто | мелодрама, комедия    |       |
| А П Р Е Л Ь | 16       | Дорога без конца                    | Мастер Синема                  | Владимир Толкачиков                | Вера Алентова, Владимир Зайцев | драма                 |       |
| А П Р Е Л Ь | 21       | Винсент Ван Гог: Новый взгляд       | CoolConnections                | Фил Грабски                        | | документальный        |       |
| А П Р Е Л Ь | 23       | Мстители: Эра Альтрона              | Marvel Studios                 | Джосс Уидон                        | Роберт Дауни мл., Крис Эванс, Крис Хемсворт, Марк Руффало, Скарлетт Йоханссон, Джереми Реннер, Дон Чидл, Аарон Тейлор-Джонсон, Элизабет Олсен, Пол Беттани, Джеймс Спейдер, Сэмюэл Л. Джексон, Коби Смолдерс | фантастика, боевик    |       |
| А П Р Е Л Ь | 23       | Из темноты                          | West                           | Йуис Килес                         | Джулия Стайлз, Скотт Спидман | ужасы, триллер        |       |
| А П Р Е Л Ь | 23       | 1915                                | Парадиз                        | Карин Ованнисян, Алек Мухибян      | Симон Абкарян, Анджела Сарафян, Сэмюэл Пейдж | драма                 |       |
| А П Р Е Л Ь | 23       | Любовь или секс                     | UMS Film                       | Брайан Пойсер                      | Эшли Белл, Зак Креггер, Сара Пэкстон | комедия               |       |
| А П Р Е Л Ь | 23       | Страшная воля богов                 | Русский Репортаж               | Такаси Миике                       | Сёта Сомэтани, Рюноскэ Камики, Рири Фуранки | ужасы, триллер        |       |
| А П Р Е Л Ь | 23       | Пятый номер                         | A-One Films                    | Адриан Биньес                      | Диего Маттиоли, Нестор Гуццини | драма, комедия        |       |
| А П Р Е Л Ь | 23       | Форс-мажор                          | Артхаус                        | Рубен Эстлунд                      | Йоханнес Кунке, Лиза Ловен Конгсли | драма                 |       |
| А П Р Е Л Ь | 27       | Кобейн: Чёртов монтаж               | CoolConnections                | Бретт Морген                       | Аарон Буркхард, Чад Чаннинг, Дон Кобейн | документальный        |       |
| А П Р Е Л Ь | 29       | Суперкоманда                        | Вольга                         | Хуан Хосе Кампанелла               | Гэбриел Альмирон, Федерико Чичери | мультфильм            |       |
| А П Р Е Л Ь | 29       | Демоны Деборы Логан                 | Экспонента                     | Адам Робител                       | Джилл Ларсон, Энн Рэмси, Мишель Энг | ужасы, триллер        |       |
| А П Р Е Л Ь | 30       | А зори здесь тихие…                 | Наше кино                      | Ренат Давлетьяров                  | Пётр Фёдоров, Анастасия Микульчина, Женя Малахова, Агния Кузнецова, Кристина Асмус | драма, военный        |       |
| А П Р Е Л Ь | 30       | Приличные люди                      | 20th Century Fox               | Клим Поплавский                    | Сергей Шнуров, Наталия Медведева | комедия               |       |
| А П Р Е Л Ь | 30       | Второй шанс                         | Парадиз                        | Дэн Фогельман                      | Аль Пачино, Аннетт Бенинг, Дженнифер Гарнер | драма                 |       |
| А П Р Е Л Ь | 30       | Опасное погружение                  | Люксор                         | Рон Скальпелло                     | Дэнни Хьюстон, Мэттью Гуд | триллер               |       |
| А П Р Е Л Ь | 30       | Зажигая звёзды                      | АКМ                            | Энди Годдар                        | Элайджа Вуд, Селин Джонс, Келли Райлли | драма, биография      |       |
| А П Р Е Л Ь | 30       | Неупокоенная                        | Ракета Релизинг                | Пол Солет                          | Кейр Гилкрист, Стелла Маив | ужасы, триллер        |       |
| А П Р Е Л Ь | 30       | Излечить страх                      | Централ Партнершип             | Александр Пархоменко               | Виталий Безруков, Андрей Саминин, Екатерина Гусева | история, драма        |       |
| М А Й       | 7        | Одной левой                         | Каропрокат                     | Армен Ананикян, Виталий Рейнгеверц | Дмитрий Нагиев, Полина Гагарина, Константин Крюков, Михаил Галустян, Ян Цапник | комедия               |       |
| М А Й       | 7        | Мисс Переполох                      | Централ Партнершип             | Питер Богданович                   | Оуэн Уилсон, Имоджен Путс, Дженнифер Энистон | комедия               |       |
| М А Й       | 7        | Особо опасна                        | Парадиз                        | Кайл Ньюман                        | Хейли Стайнфелд, Джессика Альба, Сэмюэл Л. Джексон | боевик, комедия       |       |
| М А Й       | 7        | Слендер                             | Каро-премьер                   | Джеймс Моран                       | Крис Маркетт, Джейк Макдорман, Даг Джонс | ужасы                 |       |
| М А Й       | 7        | Дорога на Берлин                    | Каропрокат                     | Сергей Попов                       | Юрий Борисов, Максим Демченко, Мария Карпова | военный, драма        |       |
| М А Й       | 7        | Игра на выживание                   | Top Film Distribution          | Жан-Батист Леонетти                | Майкл Дуглас, Джереми Ирвин | триллер               |       |
| М А Й       | 7        | Другая Бовари                       | Экспонента                     | Анн Фонтен                         | Фабрис Лукини, Джемма Артертон, Джейсон Флеминг | драма, комедия        |       |
| М А Й       | 7        | Джентльмен грабитель                | Cinema Prestige                | Тристан Паттерсон                  | Джим Стёрджесс, Изабель Лукас, Хлоя Севиньи | боевик, триллер       |       |
| М А Й       | 7        | Хозяин джунглей                     | Ракета Релизинг                | Пабло Фендрик                      | Гаэль Гарсиа Берналь, Алиси Брага | драма                 |       |
| М А Й       | 7        | Наступит ночь                       | ЦДК                            | Андре Сингер                       | Хелена Бонем Картер, Джаспер Бриттон | документальный        |       |
| М А Й       | 14       | Безумный Макс: Дорога ярости        | Каро-премьер                   | Джордж Миллер                      | Том Харди, Шарлиз Терон | боевик                |       |
| М А Й       | 14       | Идеальный голос 2                   | Universal Pictures             | Элизабет Бэнкс                     | Анна Кендрик, Ребел Уилсон, Хейли Стайнфелд | комедия               |       |
| М А Й       | 14       | Факап, или хуже не бывает           | Люксор                         | Петер Торварт                      | Мориц Бляйбтрой, Аксель Штайн, Жасмин Герат | боевик, комедия       |       |
| М А Й       | 14       | Джеки в царстве женщин              | ПРОвзгляд                      | Риад Саттуф                        | Венсан Лакост, Шарлотта Генсбур | комедия               |       |
| М А Й       | 14       | Пингвинёнок Пороро: Большие гонки   | Ракета Релизинг                | Юн Кун Пак                         | Крис Джай Алекс, Энтони Андерсон | мультфильм            |       |
| М А Й       | 14       | Ромео и Джульетта                   | НеваФильм Emotion              | Дон Рой Кинг                       | Орландо Блум, Кондола Рашад, Донте Боннер | мелодрама             |       |
| М А Й       | 21       | Земля будущего                      | Walt Disney Pictures           | Брэд Бёрд                          | Бритт Робертсон, Джордж Клуни, Рэффи Кэссиди | фантастика            |       |
| М А Й       | 21       | Век Адалин                          | West                           | Ли Толанд Кригер                   | Блейк Лайвли, Михиль Хаусман, Харрисон Форд | драма                 |       |
| М А Й       | 21       | Однажды                             | Наше кино                      | Ренат Давлетьяров                  | Юрий Дейнекин, Дарья Мельникова, Никита Калинин | мелодрама             |       |
| М А Й       | 21       | Дом в конце времён                  | Арена                          | Алехандро Идальго                  | Рудди Родригес, Гонсало Куберо | ужасы                 |       |
| М А Й       | 28       | Разлом Сан-Андреас                  | Каро-Премьер                   | Брэд Пейтон                        | Дуэйн Джонсон, Карла Гуджино, Александра Даддарио | боевик, триллер       |       |
| М А Й       | 28       | Вне времени                         | Люксор                         | Роланд Жоффе                       | Джош Хартнетт, Бипаша Басу, Тэмзин Эджертон | фэнтези               |       |
| М А Й       | 28       | Воспоминания о будущем              | Парадиз                        | Джеймс Кент                        | Алисия Викандер, Кит Харингтон, Доминик Уэст, Эмили Уотсон | драма                 |       |
| М А Й       | 28       | Хранитель Луны                      | Вольга                         | Александр Эбоян, Бенуа Филиппон    | Омар Си, Изиа Ижлен, Майкл Грегорио, Шафик Ахмад | мультфильм            |       |
| М А Й       | 28       | Дабл трабл                          | Bazelevs / 20th Century Fox    | Эдуард Оганесян                    | Даниил Белых, Екатерина Варнава, Слава | комедия               |       |
| М А Й       | 28       | Похищение Фредди Хайнекена          | Cinema Prestige                | Даниэль Альфредсон                 | Джим Стёрджесс, Сэм Уортингтон, Энтони Хопкинс | триллер               |       |
| М А Й       | 28       | Французский транзит                 | Top Film Distribution          | Седрик Жименес                     | Жан Дюжарден, Жиль Леллуш, Селин Саллетт | криминал, триллер     |       |
| М А Й       | 28       | Слепые свидания                     | Арена / All Media              | Леван Когуашвили                   | Андро Сахварелидзе, Иамзе Сухиташвили | комедия               |       |
| М А Й       | 28       | 10 000 км: Любовь на расстоянии     | Артхаус                        | Карлос Маркус-Марсет               | Наталия Тена, Давид Вердагер | драма                 |       |
| М А Й       | 28       | Каждое воскресенье: Следующая глава | Самокат                        | Дэна Браун                         | Бо Дерек, Трэвис Пастрана, Робби Мэддисон | документальный        |       |
| И Ю Н Ь     | 4        | Шпион                               | 20th Century Fox               | Пол Фиг                            | Мелисса МакКарти, Джейсон Стэйтем, Джуд Лоу, Роуз Бирн | комедия, боевик       |       |
| И Ю Н Ь     | 4        | Астрал 3                            | WDSSPR (Sony)                  | Ли Уоннелл                         | Стефани Скотт, Лин Шэй, Дермот Малруни | ужасы                 |       |
| И Ю Н Ь     | 4        | Драйвер на ночь                     | Top Film Distribution          | Джо Карнахан                       | Патрик Уилсон, Эд Хелмс, Джеймс Бэдж Дейл, Крис Пайн | триллер, комедия      |       |
| И Ю Н Ь     | 4        | Наруто: Последний фильм             | Централ Партнершип / All Media | Цунэо Кобаяси                      | Дзюнко Такэути, Нана Мидзуки, Дзюн Фукуяма, Тиэ Накамура | аниме, мультфильм     |       |
| И Ю Н Ь     | 4        | Под электрическими облаками         | Парадиз                        | Алексей Герман мл.                 | Луис Франк, Мераб Нинидзе, Чулпан Хаматова | драма                 |       |
| И Ю Н Ь     | 4        | Прерванный полёт                    | Грани кино                     | Елена Аршакян                      | Татев Овакимян, Тигран Макарян, Серж Аведикян | драма                 |       |
| И Ю Н Ь     | 4        | Новые русские                       | Utopia Pictures                |                                    | Виктор Сухоруков, Сергей Маковецкий, Александр Яценко | короткометражное кино |       |
| И Ю Н Ь     | 11       | Мир Юрского периода                 | Universal Pictures             | Колин Треворроу                    | Крис Пратт, Брайс Даллас Ховард, Ник Дж. Робинсон | фантастика            |       |
| И Ю Н Ь     | 11       | Красотки в бегах                    | Каро-Премьер                   | Энн Флетчер                        | Риз Уизерспун, София Вергара | боевик, триллер       |       |
| И Ю Н Ь     | 11       | Манглхорн                           | Cinema Prestige                | Дэвид Гордон Грин                  | Аль Пачино, Холли Хантер, Крис Мессина, Хармони Корин | драма                 |       |
| И Ю Н Ь     | 11       | Единичка                            | Кинологистика                  | Кирилл Белевич                     | Андрей Мерзликин, Илья Коробко, Михаил Евланов | военный, драма        |       |
| И Ю Н Ь     | 11       | Виктория                            | A-One Films                    | Себастьян Шиппер                   | Лайа Коста, Фредерик Лау, Франц Роговский |                       |       |
| И Ю Н Ь     | 11       | Скольжение                          | Люксор                         | Антон Розенберг                    | Владислав Абашин, Алексей Игнатов, Михаил Солодко | триллер, криминал     |       |
| И Ю Н Ь     | 11       | На стиле                            | Beat Films                     | Саша Дженкинс                      | Дэймон Дэш, Дэймонд Джон, Карл Кани | документальный        |       |
| И Ю Н Ь     | 18       | Головоломка                         | Walt Disney Pictures           | Пит Доктер, Роналдо Дель Кармен    | Эми Полер, Филлис Смит, Ричард Кайнд, Билл Хейдер | мультфильм            |       |
| И Ю Н Ь     | 18       | Полтергейст                         | 20th Century Fox               | Гил Кинан                          | Сэм Рокуэлл, Розмари ДеУитт, Саксон Шарбино | ужасы, триллер        |       |
| И Ю Н Ь     | 18       | Бармен                              | Централ Партнершип             | Дина Штурманова                    | Виталий Гогунский, Иван Охлобыстин, Юлия Паршута | комедия               |       |
| И Ю Н Ь     | 18       | Ганмен                              | Вольга                         | Пьер Морель                        | Шон Пенн, Хавьер Бардем | боевик, триллер       |       |
| И Ю Н Ь     | 18       | Лондонские каникулы                 | Парадиз                        | Джулиан Джаррольд                  | Сара Гадон, Бел Паули, Джек Рейнор, Руперт Эверетт | драма                 |       |
| И Ю Н Ь     | 18       | Пионеры-герои                       | Наше кино                      | Наталья Кудряшова                  | Наталья Кудряшова, Дарья Мороз, Алексей Митин | драма                 |       |
| И Ю Н Ь     | 25       | Третий лишний 2                     | Universal Pictures             | Сет МакФарлейн                     | Марк Уолберг, Сет МакФарлейн, Аманда Сайфред | комедия               |       |
| И Ю Н Ь     | 25       | Оно                                 | Экспонента                     | Дэвид Роберт Митчелл               | Майка Монро, Кейр Гилкрист, Оливия Луккарди | ужасы, триллер        |       |
| И Ю Н Ь     | 25       | Лицо ангела                         | Top Film Distribution          | Майкл Уинтерботтом                 | Кара Делевинь, Кейт Бекинсейл, Даниэль Брюль | триллер               |       |
| И Ю Н Ь     | 25       | Дневник горничной                   | Русский Репортаж               | Бенуа Жако                         | Леа Сейду, Венсан Линдон, Клотильд Молле | драма                 |       |
| И Ю Н Ь     | 25       | Пещера                              | Кинологистика                  | Альфредо Монтеро                   | Марта Кастельоте, Хоэль Фернандес, Ева Гарсия-Вакас | ужасы                 |       |

### Июль — Сентябрь
| Премьера      | Премьера | Название                                  | Студия                                                    | Режиссёр                                         | В ролях | Жанр                              | Прим. |
| ------------- | -------- | ----------------------------------------- | --------------------------------------------------------- | ------------------------------------------------ | --- | --------------------------------- | ----- |
| И Ю Л Ь       | 2        | Терминатор: Генезис                       | Skydance Productions / Paramount Pictures                 | Алан Тейлор                                      | Арнольд Шварценеггер, Эмилия Кларк, Джейсон Кларк                                                                                                | фантастика, боевик                |       |
| И Ю Л Ь       | 2        | Супер Майк XXL                            | Warner Bros.                                              | Грегори Джейкобс                                 | Ченнинг Татум, Джо Манганьелло | комедия, драма                    |       |
| И Ю Л Ь       | 2        | Вдали от обезумевшей толпы                | Fox Searchlight Pictures                                  | Томас Винтерберг                                 | Кэри Маллиган, Маттиас Схунартс | мелодрама                         |       |
| И Ю Л Ь       | 2        | Хулиган                                   | Across Town Productions                                   | Кэт Кэндлер                                      | Аарон Пол | драма                             |       |
| И Ю Л Ь       | 2        | Золотой мальчик                           | Combo Produzioni                                          | Пупи Авати                                       | Риккардо Скамарчо, Шэрон Стоун | драма                             |       |
| И Ю Л Ь       | 2        | Голубь сидел на ветке, размышляя о бытии  | Roy Andersson                                             | Рой Андерсон                                     | Хольгер Андерссон, Нильс Вестблом | драма                             |       |
| И Ю Л Ь       | 2        | Зачистка                                  | Silvatar Media                                            | Ник Саймон                                       | Билли Берк, Марк Келли | триллер                           |       |
| И Ю Л Ь       | 9        | Миньоны                                   | Illumination                                              | Пьер Коффин, Кайл Балда                          | Сандра Буллок, Джон Хэмм | мультфильм, комедия               |       |
| И Ю Л Ь       | 9        | Убрать из друзей                          | Базелевс                                                  | Леван Габриадзе                                  | Шелли Хенниг, Рене Олстед | ужасы, триллер                    |       |
| И Ю Л Ь       | 9        | Этот неловкий момент                      | Entre Chien et Loup                                       | Жан-Франсуа Рише                                 | Венсан Кассель, Франсуа Клюзе | комедия                           |       |
| И Ю Л Ь       | 9        | Citizenfour: Правда Сноудена              | Praxis Films                                              | Лора Пойтрас                                     | Эдвард Сноуден, Гленн Гранвальд | документальный                    |       |
| И Ю Л Ь       | 9        | Рок Апокалипсис                           | Jumpseat 3Dplus                                           | Норберт Хайткер                                  | Rammstein, Элис Купер | документальный, музыка            |       |
| И Ю Л Ь       | 16       | Человек-муравей                           | Marvel Studios                                            | Пейтон Рид                                       | Пол Радд, Майкл Дуглас, Эванджелин Лилли, Кори Столл, Майкл Пенья, Бобби Каннавале, Джуди Грир, Эбби Райдер Фортсон, Мартин Донован, Энтони Маки | фантастика, боевик, комедия       |       |
| И Ю Л Ь       | 16       | Соль Земли                                | Decia Films / Le Pacte                                    | Вим Вендерс, Джулиано Рибейру Сальгаду           | | документальный, биография         |       |
| И Ю Л Ь       | 16       | Гороскоп на удачу                         | Централ Партнершип                                        | Арман Геворгян                                   | Дмитрий Ендальцев, Дмитрий Нагиев, Светлана Ходченкова                                                                                           | комедия, мелодрама                |       |
| И Ю Л Ь       | 16       | Реверс 666                                | Vicarious Entertainment                                   | Маркус Ниспель                                   | Стивен Лэнг, Кевин Чэпмен | ужасы, триллер                    |       |
| И Ю Л Ь       | 16       | Токийская невеста                         | Axia Films                                                | Стефан Либерски                                  | Полин Этьен, Тайти Иноуэ | мелодрама                         |       |
| И Ю Л Ь       | 16       | Дедушка моей мечты                        |                                                           | Александр Стриженов                              | Николай Добрынин, Екатерина Стриженова, Леонид Якубович                                                                                          | комедия                           |       |
| И Ю Л Ь       | 16       | В следующий раз я буду стрелять в сердце  | Angoa-Agicoa                                              | Седрик Анже                                      | Гийом Кане, Ана Жирардо | триллер, драма                    |       |
| И Ю Л Ь       | 16       | Всякий человек                            |                                                           | Руфус Норрис                                     | Чиветел Эджиофор, Филип Мартин Браун | драма                             |       |
| И Ю Л Ь       | 23       | Пиксели                                   | Happy Madison Productions                                 | Крис Коламбус                                    | Адам Сэндлер, Кевин Джеймс, Мишель Монаган | фантастика, комедия               |       |
| И Ю Л Ь       | 23       | Бумажные города                           | Fox 2000 Pictures                                         | Джейк Шрейер                                     | Нэт Вулфф, Кара Делевинь | мелодрама, приключения            |       |
| И Ю Л Ь       | 23       | Виселица                                  | Blumhouse Productions                                     | Трэвис Клафф, Крис Лофинг                        | Риз Мишлер, Пфайфер Браун | ужасы, триллер                    |       |
| И Ю Л Ь       | 23       | Ускорение                                 | Azari Media                                               | Стивен С. Кампанелли                             | Ольга Куриленко, Морган Фримен | боевик, триллер                   |       |
| И Ю Л Ь       | 23       | Переправа                                 | Beijing Gallop Horse Film & TV Production                 | Джон Ву                                          | Чжан Цзыи, Такэси Канэсиро | драма                             |       |
| И Ю Л Ь       | 23       | Брак за решеткой                          | AD Astra Films                                            | Тинатин Каджришвили                              | Серго Буиглишвили, Анука Григолия | драма                             |       |
| И Ю Л Ь       | 30       | Левша                                     | Escape Artists / The Weinstein Company                    | Антуан Фукуа                                     | Джейк Джилленхол, Рэйчел Макадамс | драма, спорт                      |       |
| И Ю Л Ь       | 30       | Вне/себя                                  | Focus Features                                            | Тарсем Сингх                                     | Райан Рейнольдс, Бен Кингсли | фантастика, триллер               |       |
| И Ю Л Ь       | 30       | Антураж                                   | Warner Bros. Pictures                                     | Даг Эллин                                        | Кевин Коннолли, Эдриан Гренье, Кевин Диллон | комедия                           |       |
| И Ю Л Ь       | 30       | Ватиканские записи                        | H2F Entertainment                                         | Марк Невелдайн                                   | Кэтлин Робертсон, Майкл Пенья | ужасы, триллер                    |       |
| И Ю Л Ь       | 30       | Как заниматься любовью по-английски       | Saban Capital Group                                       | Том Вон                                          | Пирс Броснан, Сальма Хайек, Джессика Альба | мелодрама, комедия                |       |
| И Ю Л Ь       | 30       | Любовь вразнос                            | Chapter 2 / Nexus Factory                                 | Мартин Бурбулон                                  | Лоран Лафитт, Марина Фоис | комедия                           |       |
| И Ю Л Ь       | 30       | От звонка до звонка                       | Creative Scotland                                         | Дэвид Маккензи                                   | Джек О’Коннелл, Бен Мендельсон, Руперт Френд | драма, криминал                   |       |
| И Ю Л Ь       | 30       | Кокоша — маленький дракон                 | Caligari Film- und Fernsehproduktions GmbH                | Хьюберт Вейланд, Нина Велс                       | Сара Аллес, Сабина Фалькенберг | мультфильм                        |       |
| А В Г У С Т   | 6        | Миссия невыполнима: Племя изгоев          | Paramount Pictures / Bad Robot Productions                | Кристофер Маккуорри                              | Том Круз, Джереми Реннер, Саймон Пегг | боевик, триллер                   |       |
| А В Г У С Т   | 6        | Стрингер                                  | Bold Films                                                | Гилрой, Дэн                                      | Джейк Джилленхол, Рене Руссо | триллер, криминал                 |       |
| А В Г У С Т   | 6        | Решала 2                                  |                                                           | Роман Асхаев                                     | Александр Фролов, Моисей Куртанидзе | драма, криминал                   |       |
| А В Г У С Т   | 6        | Спасатели                                 | Sparky Animation Studio                                   | Карл Тордж                                       | Луис Феррейра, Питер Нью, Келли Мецгер | мультфильм                        |       |
| А В Г У С Т   | 6        | Парни из Менильмонтана                    | Bad Company                                               | Ален Минье                                       | Оливье Маршаль, Смаин | драма, криминал                   |       |
| А В Г У С Т   | 13       | Агенты А.Н.К.Л.                           | Warner Bros.                                              | Гай Ричи                                         | Генри Кавилл, Арми Хаммер, Алисия Викандер | боевик                            |       |
| А В Г У С Т   | 13       | Иррациональный человек                    | Gravier Productions / Perdido Productions                 | Вуди Аллен                                       | Хоакин Феникс, Эмма Стоун | драма, детектив                   |       |
| А В Г У С Т   | 13       | Кто я                                     | 25th Floor Film                                           | Баран бо Одар                                    | Том Шиллинг, Элиас М’Барек | триллер                           |       |
| А В Г У С Т   | 13       | Подарок                                   | STX Entertainment                                         | Джоэл Эдгертон                                   | Ребекка Холл, Джейсон Бейтман, Джоэл Эдгертон | триллер                           |       |
| А В Г У С Т   | 13       | Скандинавский форсаж                      | Filmkameratene A/S                                        | Халлвард Браэин                                  | Ларс Аренц-Хансен, Андерс Баасмо Кристиансен | боевик, комедия                   |       |
| А В Г У С Т   | 13       | Гордость                                  | Calamity Films / BBC Films                                | Мэттью Уаркус                                    | Билл Найи, Имельда Стонтон, Доминик Уэст | драма, комедия                    |       |
| А В Г У С Т   | 20       | Фантастическая четвёрка                   | 20th Century Fox / Marvel Entertainment                   | Джош Транк                                       | Майлз Теллер, Майкл Б. Джордан, Кейт Мара | фантастика, боевик                |       |
| А В Г У С Т   | 20       | Синистер 2                                | Automatik Entertainment / Blumhouse Productions           | Киран Фой                                        | Джеймс Рэнсон, Шэннин Соссамон | ужасы, триллер                    |       |
| А В Г У С Т   | 20       | Упс… Ной уплыл!                           | Fabrique d’Images / Moetion Films                         | Тоби Генкель, Шон МакКормак                      | Дермот Магеннис, Каллум Малони | мультфильм, комедия               |       |
| А В Г У С Т   | 20       | Молодая кровь                             | Les Films du Kiosque                                      | Эммануэль Берко                                  | Катрин Денёв, Род Парадо | драма                             |       |
| А В Г У С Т   | 27       | Песнь моря                                | Mélusine Productions / Super Productions / Cartoon Saloon | Томм Мур                                         | Дэвид Роул, Брендан Глисон | мультфильм, фэнтези               |       |
| А В Г У С Т   | 27       | Каникулы                                  | BenderSpink / New Line Cinema                             | Джон Фрэнсис Дейли                               | Эд Хелмс, Кристина Эпплгейт | комедия, приключения              |       |
| А В Г У С Т   | 27       | Ультраамериканцы                          | Lionsgate                                                 | Нима Нуризаде                                    | Джесси Айзенберг, Кристен Стюарт | боевик, триллер                   |       |
| А В Г У С Т   | 27       | Атака титанов. Фильм первый: Жестокий мир | Toho Pictures                                             | Синдзи Хигути                                    | Харума Миура, Кико Мидзухара | фэнтези, боевик, приключения      |       |
| А В Г У С Т   | 27       | Необыкновенное путешествие Серафимы       | КиноАтис                                                  | Сергей Антонов                                   | Александр Михайлов, Алина Михайлова | мультфильм                        |       |
| А В Г У С Т   | 27       | Красная армия                             | Gabriel Polsky Productions                                | Гейб Польски                                     | | документальный, биография         |       |
| А В Г У С Т   | 27       | Пираты Эгейского моря                     | Alexandros Film                                           | Яннис Смарагдис                                  | Себастьян Кох, Евгений Стычкин | приключения, история              |       |
| С Е Н Т Я Б Ь | 3        | Хитмэн: Агент 47                          | 20th Century Fox                                          | Александр Бах                                    | Руперт Френд, Закари Куинто, Ханна Уэр | боевик                            |       |
| С Е Н Т Я Б Ь | 3        | 128 ударов сердца в минуту                | StudioCanal / Working Title Films                         | Макс Джозеф                                      | Зак Эфрон, Уэс Бентли | музыка, драма                     |       |
| С Е Н Т Я Б Ь | 3        | Парень с нашего кладбища                  | Кинокомпания СТВ                                          | Илья Чижиков, Антон Чижиков                      | Александр Паль, Игорь Жижикин | комедия, триллер                  |       |
| С Е Н Т Я Б Ь | 3        | Беглец                                    | Back Lot Pictures                                         | Остин Старк                                      | Николас Кейдж, Сара Полсон | драма                             |       |
| С Е Н Т Я Б Ь | 3        | Москва никогда не спит                    | Blinder Films                                             | Джонни О’Райли                                   | Евгения Брик, Михаил Ефремов, Алексей Серебряков                                                                                                 | драма, комедия                    |       |
| С Е Н Т Я Б Ь | 3        | Инфекция                                  | BoulderLight Pictures                                     | Эрик Инглэнд                                     | Неджарра Таунсенд, Кэролин Уильямс | триллер, ужасы                    |       |
| С Е Н Т Я Б Ь | 10       | Эми                                       | On The Corner Films / Universal Music                     | Асиф Кападия                                     | Эми Уайнхаус | документальный, биография, музыка |       |
| С Е Н Т Я Б Ь | 10       | Девушка без комплексов                    | Universal Studios / Apatow Productions                    | Джадд Апатоу                                     | Эми Шумер, Билл Хейдер | комедия, мелодрама                |       |
| С Е Н Т Я Б Ь | 10       | Перевозчик: Наследие                      | Canal+ / EuropaCorp                                       | Камиль Деламарр                                  | Эд Скрейн, Рэй Стивенсон | боевик, триллер                   |       |
| С Е Н Т Я Б Ь | 10       | Страшные сказки                           | Archimede / Le Pacte                                      | Маттео Гарроне                                   | Сальма Хайек, Венсан Кассель | ужасы, фэнтези                    |       |
| С Е Н Т Я Б Ь | 10       | Видения                                   | Blumhouse Productions                                     | Кевин Гротерт                                    | Айла Фишер, Энсон Маунт | ужасы, триллер                    |       |
| С Е Н Т Я Б Ь | 10       | Пиковая дама: Черный обряд                |                                                           | Святослав Подгаевский                            | Алина Бабак, Игорь Хрипунов | ужасы                             |       |
| С Е Н Т Я Б Ь | 10       | Рики и Флэш                               | Clinica Estetico / Walden Media                           | Джонатан Демми                                   | Мерил Стрип, Кевин Клайн | драма, комедия                    |       |
| С Е Н Т Я Б Ь | 10       | Развод по собственному желанию            | Ленфильм                                                  | Илья Северов                                     | Константин Юшкевич, Наталья Суркова, Юрий Гальцев                                                                                                | комедия, мелодрама                |       |
| С Е Н Т Я Б Ь | 17       | Бегущий в лабиринте: Испытание огнём      | 20th Century Fox                                          | Уэс Болл                                         | Дилан О’Брайен, Кая Скоделарио | фантастика, боевик                |       |
| С Е Н Т Я Б Ь | 17       | Орлеан                                    | СТН-фильм                                                 | Андрей Прошкин                                   | Елена Лядова, Виктор Сухоруков | комедия, триллер                  |       |
| С Е Н Т Я Б Ь | 17       | Клетка                                    |                                                           | Элла Архангельская                               | Даниил Спиваковский, Елена Радевич | драма, триллер                    |       |
| С Е Н Т Я Б Ь | 17       | Сюрприз                                   | Fastnet Films / FATT Productions                          | Майк Ван Дим                                     | Йерун ван Конингсбругге, Джорджина Вербан | мелодрама, комедия                |       |
| С Е Н Т Я Б Ь | 17       | Двойная игра                              | Alive Pictures / AMJ Productions                          | Джастин Стил                                     | Джордж Идс, Анна-Линн Маккорд, Стивен Сигал | боевик, триллер                   |       |
| С Е Н Т Я Б Ь | 17       | Кунг-фу Кролик: Повелитель огня           | Shanghai Toonmax Media Co.                                | Дейк Донг                                        | Юньвэй Хэ, Ли Хуанг | мультфильм, комедия               |       |
| С Е Н Т Я Б Ь | 17       | Новые русские 2                           |                                                           | Кирилл Плетнёв, Владлена Санд, Светлана Самошина | Анна Уколова, Инга Оболдина, Мария Шульга | комедия, триллер, драма           |       |
| С Е Н Т Я Б Ь | 17       | Последний вагон. Весна                    | Медиа группа EXIT production                              | Антон Калинкин                                   | Илья Любимов, Мария Андреева | триллер                           |       |
| С Е Н Т Я Б Ь | 17       | Такси                                     | Jafar Panahi Film Productions                             | Джафар Панахи                                    | Джафар Панахи | драма, комедия                    |       |
| С Е Н Т Я Б Ь | 18       | Кутис                                     | Glacier Films / SpectreVision                             | Джонатан Милотт, Кэри Мернион                    | Элайджа Вуд, Рэйн Уилсон, Элисон Пилл | ужасы, комедия                    |       |
| С Е Н Т Я Б Ь | 24       | Стажёр                                    | Waverly Films / Warner Bros.                              | Нэнси Мейерс                                     | Роберт Де Ниро, Энн Хэтэуэй, Рене Руссо | мелодрама, комедия                |       |
| С Е Н Т Я Б Ь | 24       | Эверест                                   | Universal Studios / Walden Media                          | Балтазар Кормакур                                | Джейсон Кларк, Джейк Джилленхол, Джош Бролин | триллер, драма                    |       |
| С Е Н Т Я Б Ь | 24       | Врата тьмы                                | Midnight Kitchen Productions                              | Ули Эдель                                        | Николас Кейдж, Сара Уэйн Кэллис | триллер, драма                    |       |
| С Е Н Т Я Б Ь | 24       | Эшби                                      | Head Gear Films / Langley Park Productions                | Тони Макнамара                                   | Микки Рурк, Нэт Вулфф | драма, комедия, криминал          |       |
| С Е Н Т Я Б Ь | 24       | Спасение                                  | Студия Горького                                           | Иван Вырыпаев                                    | Полина Гришина, Каролина Грушка | драма                             |       |
| С Е Н Т Я Б Ь | 24       | Декамерон                                 | Stemal Entertainment, Cinemaundici Film                   | Паоло и Витторио Тавиани                         | Лелло Арена, Паола Кортеллези | драма, комедия                    |       |
| С Е Н Т Я Б Ь | 24       | The Reflektor Tapes                       | What Matter Most                                          | Калил Джозеф                                     | Arcade Fire, Уин Батлер | документальный, музыка            |       |
| С Е Н Т Я Б Ь | 24       | Наваждение                                | HBO Documentary Films / Jigsaw Productions                | Алекс Гибни                                      | Пол Хаггис, Джейсон Бех, Джон Траволта | документальный                    |       |
| С Е Н Т Я Б Ь | 24       | Моя мама                                  | Arte France CinémaArte / WDR Films Boutique               | Нанни Моретти                                    | Маргерита Буй, Джон Туртурро | драма                             |       |
| С Е Н Т Я Б Ь | 29       | Роджер Уотерс: The Wall                   | Rue 21 Productions                                        | Шон Эванс, Роджер Уотерс                         | Роджер Уотерс, Дэйв Килминстер | музыка, документальный            |       |

### Октябрь — Декабрь
| Премьера      | Премьера | Название                                   | Студия                                                  | Режиссёр                                          | В ролях                                                                                    | Жанр                    | Прим. |
| ------------- | -------- | ------------------------------------------ | ------------------------------------------------------- | ------------------------------------------------- | ------------------------------------------------------------------------------------------ | ----------------------- | ----- |
| О К Т Я Б Р Ь | 1        | Легенда                                    | Universal Studios, StudioCanal                          | Брайан Хелгеленд                                  | Том Харди, Эмили Браунинг                                                                  | триллер, драма          |       |
| О К Т Я Б Р Ь | 1        | Воин                                       | Централ Партнёршип                                      | Алексей Андрианов                                 | Владимир Яглыч, Фёдор Бондарчук, Светлана Ходченкова                                       | драма                   |       |
| О К Т Я Б Р Ь | 1        | Выхода нет                                 | Bold Films, Brothers Dowdle Productions                 | Джон Эрик Даудл                                   | Оуэн Уилсон, Лейк Белл                                                                     | боевик                  |       |
| О К Т Я Б Р Ь | 1        | Конец прекрасной эпохи                     | Киностудия «Вертикаль»                                  | Станислав Говорухин                               | Иван Колесников, Фёдор Добронравов, Сергей Гармаш                                          | драма                   |       |
| О К Т Я Б Р Ь | 1        | Я плюю на ваши могилы 3                    | Cinetel Films                                           | Р. Д. Браунштейн                                  | Сара Батлер                                                                                | триллер                 |       |
| О К Т Я Б Р Ь | 1        | Половое воспитание                         | Sweet Tomato Films, MarVista Entertainment              | Исаак Федер                                       | Хэйли Джоэл Осмент, Лоренца Иззо                                                           | комедия                 |       |
| О К Т Я Б Р Ь | 1        | Переполох в джунглях                       | Animation Picture Company                               | Тадонг Пак, Маурисио Де ла Орта                   |                                                                                            | мультфильм, приключения |       |
| О К Т Я Б Р Ь | 8        | Марсианин                                  | 20th Century Fox, TSG Entertainment                     | Ридли Скотт                                       | Мэтт Деймон, Джессика Честейн, Чиветел Эджиофор                                            | фантастика, драма       |       |
| О К Т Я Б Р Ь | 8        | Пэн: Путешествие в Нетландию               | Berlanti Productions                                    | Джо Райт                                          | Хью Джекман, Гаррет Хедлунд, Руни Мара, Аманда Сейфрид                                     | приключения             |       |
| О К Т Я Б Р Ь | 8        | 14+                                        | Сентябрь                                                | Андрей Зайцев                                     | Глеб Калюжный, Ульяна Васькович                                                            | мелодрама               |       |
| О К Т Я Б Р Ь | 8        | Душа шпиона                                | Art4noise                                               | Владимир Бортко                                   | Пенни Джудд, Гленн Уэбстер, Ханна Блэмайерс                                                | драма, детектив         |       |
| О К Т Я Б Р Ь | 8        | Главный                                    | Киностудия «Мастер»                                     | Юрий Кара                                         | Валерий Гришко, Борис Щербаков                                                             | драма                   |       |
| О К Т Я Б Р Ь | 15       | Багровый пик                               | Legendary Pictures, Universal Studios                   | Гильермо дель Торо                                | Миа Васиковска, Джессика Честейн, Том Хиддлстон                                            | ужасы, фэнтези, триллер |       |
| О К Т Я Б Р Ь | 15       | Прогулка                                   | TriStar Pictures                                        | Роберт Земекис                                    | Джозеф Гордон-Левитт, Шарлотта Лебон                                                       | триллер, драма          |       |
| О К Т Я Б Р Ь | 15       | Родина                                     | Актябрь фильм, кинокомпания CTB                         | Пётр Буслов                                       | Андрей Смоляков, Пётр Фёдоров, Любовь Аксенова                                             | драма, триллер          |       |
| О К Т Я Б Р Ь | 15       | Гамлет                                     | National Theatre Live                                   | Робин Лок                                         | Бенедикт Камбербэтч, Киаран Хайндс                                                         | драма                   |       |
| О К Т Я Б Р Ь | 15       | Мустанг                                    | CG Cinéma                                               | Дениз Гамзе Эргювен                               | Гюнеш Шенсой, Дога Зейнеп Догуслу, Элит Ишчан, Тугба Сунгуроглу                            | драма                   |       |
| О К Т Я Б Р Ь | 22       | Молодость                                  | Barbary Films                                           | Паоло Соррентино                                  | Майкл Кейн, Харви Кейтель, Рейчел Вайс                                                     | драма                   |       |
| О К Т Я Б Р Ь | 22       | Монстры на каникулах 2                     | Columbia Pictures                                       | Дженнди Тартаковски                               | 6                                                                                          | мультфильм              |       |
| О К Т Я Б Р Ь | 22       | Без границ                                 | Небо                                                    | Карен Оганесян, Резо Гигинеишвили, Роман Прыгунов | Инна Чурикова, Олег Басилашвили, Александр Адабашьян                                       | комедия                 |       |
| О К Т Я Б Р Ь | 22       | Паранормальное явление 5: Призраки в 3D    | Paramount Pictures, Room 101                            | Грегори Плоткин                                   | Крис Дж. Мюррэй                                                                            | ужасы                   |       |
| О К Т Я Б Р Ь | 22       | Война полов                                | РИМ                                                     | Кирилл Кузин                                      | Александр Пальчиков, Екатерина Кузнецова, Сабина Ахмедова, Марина Федункив, Анатолий Белый | комедия                 |       |
| О К Т Я Б Р Ь | 22       | Клинч                                      | Марс Медиа Энтертейнмент                                | Сергей Пускепалис                                 | Алексей Серебряков, Ася Домская, Агриппина Стеклова                                        | драма                   |       |
| О К Т Я Б Р Ь | 28       | Лобстер                                    | Canal+                                                  | Йоргос Лантимос                                   | Колин Фаррелл, Рэйчел Вайс                                                                 | драма                   |       |
| О К Т Я Б Р Ь | 29       | Чёрная месса                               | Warner Bros.                                            | Скотт Купер                                       | Джонни Депп, Джоэл Эдгертон                                                                | драма                   |       |
| О К Т Я Б Р Ь | 29       | Последний охотник на ведьм                 | Summit Entertainment, Aperture Entertainment            | Брек Айснер                                       | Вин Дизель, Роуз Лесли                                                                     | фэнтези, боевик         |       |
| О К Т Я Б Р Ь | 29       | Скауты против зомби                        | Paramount Pictures                                      | Кристофер Бо Лэндон                               | Тай Шеридан, Дэвид Кокнер, Хелстон Сейдж, Патрик Шварценеггер                              | ужасы, боевик           |       |
| О К Т Я Б Р Ь | 29       | Неуловимые: Последний герой                | Ultra Story                                             | Артём Аксененко                                   | Александра Бортич, Иван Шахназаров, Илья Маланин, Анвар Халилулаев                         | боевик                  |       |
| О К Т Я Б Р Ь | 29       | Крепость. Щитом и мечом                    | Кинокомпания CTB                                        | Фёдор Дмитриев                                    |                                                                                            | мультфильм              |       |
| Н О Я Б Р Ь   | 5        | Зелёный ад                                 | Dragonfly Entertainment                                 | Элай Рот                                          | Лоренца Иззо                                                                               | ужасы, приключения      |       |
| Н О Я Б Р Ь   | 5        | Саранча                                    | Продюсерский центр «Среда»                              | Егор Баранов                                      | Пётр Фёдоров, Паулина Андреева, Дмитрий Шевченко                                           | триллер, эротика        |       |
| Н О Я Б Р Ь   | 5        | Синдром Петрушки                           | Третий Рим                                              | Елена Хазанова                                    | Евгений Миронов, Чулпан Хаматова, Мераб Нинидзе                                            | драма                   |       |
| Н О Я Б Р Ь   | 5        | Экспириенс                                 | А. Т. К. — Студио                                       | Евгений Татаров                                   | Кирилл Жандаров, Владимир Меньшов                                                          | драма                   |       |
| Н О Я Б Р Ь   | 5        | Наследники                                 | ДA-Студия                                               | Владимир Хотиненко                                | Леонид Бичевин, Александр Балуев, Анатолий Белый                                           | драма                   |       |
| Н О Я Б Р Ь   | 5        | Ангелы революции                           | Красная стрела                                          | Алексей Федорченко                                | Дарья Екамасова, Олег Ягодин, Константин Балакирев                                         | драма                   |       |
| Н О Я Б Р Ь   | 6        | 007: Спектр                                | Metro-Goldwyn-Mayer, Columbia Pictures, EON Productions | Сэм Мендес                                        | Дэниел Крейг, Кристоф Вальц, Леа Сейду                                                     | боевик, триллер         |       |
| Н О Я Б Р Ь   | 12       | Голос улиц                                 | Universal Pictures                                      | Ф. Гэри Грей                                      | О’Ши Джексон-мл., Кори Хоукинс, Джейсон Митчелл, Пол Джаматти                              | драма                   |       |
| Н О Я Б Р Ь   | 12       | Шеф Адам Джонс                             | 3 Arts Entertainment                                    | Джон Уэллс                                        | Брэдли Купер, Сиенна Миллер, Омар Си                                                       | драма                   |       |
| Н О Я Б Р Ь   | 12       | Кто там                                    | Black Bear Pictures, Camp Grey, Dragonfly Entertainment | Элай Рот                                          | Киану Ривз, Лоренца Иззо, Ана де Армас                                                     | триллер                 |       |
| Н О Я Б Р Ь   | 12       | Скорость: Автобус 657                      | Emmett/Furla Films                                      | Скотт Манн                                        | Роберт Де Ниро, Джеффри Дин Морган, Кейт Босворт, Дэйв Батиста                             | триллер                 |       |
| Н О Я Б Р Ь   | 12       | Новейший завет                             | Terra Incognita Films                                   | Жако Ван Дормаль                                  | Бенуа Пульворд, Иоланда Моро, Катрин Денёв, Франсуа Дамьен                                 | комедия                 |       |
| Н О Я Б Р Ь   | 12       | Савва. Сердце воина                        | Глюк’oZa Animation, Art Pictures Studio                 | Максим Фадеев                                     |                                                                                            | мультфильм              |       |
| Н О Я Б Р Ь   | 12       | Рок на Востоке                             | Covert Media, Dune Films                                | Барри Левинсон                                    | Билл Мюррей                                                                                | комедия                 |       |
| Н О Я Б Р Ь   | 19       | Голодные игры: Сойка-пересмешница. Часть 2 | Lionsgate, Color Force                                  | Френсис Лоуренс                                   | Дженнифер Лоуренс, Джош Хатчерсон, Лиам Хемсворт                                           | фантастика              |       |
| Н О Я Б Р Ь   | 19       | Тайна в их глазах                          | STX Entertainment                                       | Билли Рэй                                         | Чиветел Эджиофор, Николь Кидман, Джулия Робертс, Дин Норрис                                | триллер                 |       |
| Н О Я Б Р Ь   | 19       | Всё могу                                   | Lionsgate                                               | Терри Джонс                                       | Саймон Пегг, Робин Уильямс, Кейт Бекинсейл                                                 | фантастика, комедия     |       |
| Н О Я Б Р Ь   | 19       | Жертвуя пешкой                             | Gail Katz Productions                                   | Эдвард Цвик                                       | Тоби Магуайр, Лев Шрайбер, Питер Сарсгаард, Лили Рэйб                                      | драма                   |       |
| Н О Я Б Р Ь   | 26       | Виктор Франкенштейн                        | 20th Century Fox, Davis Entertainment                   | Пол Макгиган                                      | Дэниел Рэдклифф, Джеймс Макэвой, Джессика Браун Финдлэй, Эндрю Скотт                       | фантастика              |       |
| Н О Я Б Р Ь   | 26       | Убийца                                     | Lionsgate                                               | Дени Вильнёв                                      | Эмили Блант, Бенисио Дель Торо, Джош Бролин                                                | боевик                  |       |
| Н О Я Б Р Ь   | 26       | Макбет                                     | See-Saw Films, DMC Film                                 | Джастин Курзель                                   | Майкл Фассбендер, Марион Котийяр                                                           | драма                   |       |
| Н О Я Б Р Ь   | 26       | Хороший динозавр                           | Pixar                                                   | Питер Сон                                         |                                                                                            | мультфильм              |       |
| Н О Я Б Р Ь   | 26       | Визит                                      | Universal Studios                                       | М. Найт Шьямалан                                  | Эд Оксенбулд, Кэтрин Деджондж, Питер Макробби                                              | ужасы                   |       |
| Н О Я Б Р Ь   | 26       | Училка                                     | СтартФильм                                              | Алексей Петрухин                                  | Ирина Купченко, Андрей Мерзликин, Анна Чурина, Роза Хайруллина                             | драма                   |       |
| Н О Я Б Р Ь   | 26       | Иерей-сан. Исповедь самурая                | Ортодокс                                                | Егор Баранов                                      | Кэри Хироюки Тагава, Иван Охлобыстин, Пётр Мамонов, Любовь Толкалина                       | боевик                  |       |
| Н О Я Б Р Ь   | 26       | Райские кущи                               | Талан                                                   | Александр Прошкин, Александр Родионов             | Евгений Цыганов, Чулпан Хаматова, Дмитрий Куличков, Виталий Хаев                           | драма                   |       |
| Д Е К А Б Р Ь | 3        | Шпионский мост                             | Walt Disney Studios Motion Pictures                     | Стивен Спилберг                                   | Том Хэнкс, Марк Райлэнс                                                                    | триллер, драма          |       |
| Д Е К А Б Р Ь | 3        | В сердце моря                              | Village Roadshow Pictures                               | Рон Ховард                                        | Крис Хемсворт, Бенджамин Уокер, Киллиан Мёрфи, Том Холланд                                 | драма, приключения      |       |
| Д Е К А Б Р Ь | 3        | Он — дракон                                | Базелевс                                                | Индар Джендубаев                                  | Матвей Лыков, Мария Поезжаева                                                              | фэнтези                 |       |
| Д Е К А Б Р Ь | 3        | Ужастики                                   | Columbia Pictures                                       | Роб Леттерман                                     | Дилан Миннетт, Джек Блэк, Одейя Раш, Эми Райан, Райан Ли                                   | фэнтези                 |       |
| Д Е К А Б Р Ь | 3        | Страна ОЗ                                  | Белое Зеркало                                           | Василий Сигарев                                   | Яна Троянова, Гоша Куценко, Инна Чурикова                                                  | комедия                 |       |
| Д Е К А Б Р Ь | 3        | Superнянь 2                                | Axel Films                                              | Николас Бенаму, Филипп Лашо                       | Филипп Лашо                                                                                | комедия                 |       |
| Д Е К А Б Р Ь | 3        | 45 лет                                     | The Bureau                                              | Эндрю Хэй                                         | Шарлотта Рэмплинг, Том Кортни                                                              | драма                   |       |
| Д Е К А Б Р Ь | 10       | Про любовь                                 | Магнум-фильм                                            | Анна Меликян                                      | Рената Литвинова, Владимир Машков, Евгений Цыганов, Мария Шалаева                          | комедия, мелодрама      |       |
| Д Е К А Б Р Ь | 10       | Костяной томагавк                          | Caliber Media Company                                   | С. Крэйг Залер                                    | Патрик Уилсон, Курт Рассел, Мэттью Фокс                                                    | вестерн                 |       |
| Д Е К А Б Р Ь | 10       | Любите Куперов                             | Imagine Entertainment                                   | Джесси Нельсон                                    | Брайан Грейзер, Джесси Нельсон                                                             | комедия                 |       |
| Д Е К А Б Р Ь | 10       | Убей своих друзей                          | AI-Film                                                 | Оуэн Харрис                                       | Николас Холт                                                                               | триллер, комедия        |       |
| Д Е К А Б Р Ь | 10       | SOS, Дед Мороз, или Всё сбудется!          | ECHO Film                                               | Арман Геворгян                                    | Эвелина Блёданс, Дмитрий Назаров, Алёна Бабенко, Оксана Акиньшина                          | комедия                 |       |
| Д Е К А Б Р Ь | 17       | Звёздные войны: Пробуждение силы           | Lucasfilm                                               | Дж. Дж. Абрамс                                    | Дейзи Ридли, Джон Бойега, Оскар Айзек                                                      | фантастика              |       |
| Д Е К А Б Р Ь | 17       | По небу босиком                            | Storm Cinema                                            | Султан Хажироко                                   | Алан Кокаев, Милана Карагулова                                                             | мелодрама               |       |
| Д Е К А Б Р Ь | 24       | На гребне волны                            | Alcon Entertainment                                     | Эриксон Кор                                       | Эдгар Рамирес, Люк Брейси                                                                  | боевик                  |       |
| Д Е К А Б Р Ь | 24       | Самый лучший день                          | Bazelevs                                                | Жора Крыжовников                                  | Дмитрий Нагиев, Юлия Александрова, Ольга Серябкина, Инна Чурикова                          | комедия                 |       |

## Награды

### Премия «Золотой глобус»
71-я церемония вручения наград американской премии «Золотой глобус» состоялась 11 января 2015 года в отеле «Беверли-Хилтон», Лос-Анджелес, США. Ведущими церемонии третий год подряд выступили комедийные актрисы Тина Фей и Эми Полер. Почётная награда имени Сесиля Б. Де Милля за жизненные достижения в области кинематографа была вручена актёру, режиссёру, сценаристу и продюсеру Джорджу Клуни.
- Лучший фильм (драма): «Отрочество»
- Лучший фильм (комедия или мюзикл): «Отель „Гранд Будапешт“»
- Лучший режиссёр: Ричард Линклейтер — «Отрочество»
- Лучшая мужская роль (драма): Эдди Редмэйн — «Вселенная Стивена Хокинга»
- Лучшая женская роль (драма): Джулианна Мур — «Всё ещё Элис»
- Лучшая мужская роль (комедия или мюзикл): Майкл Китон — «Бёрдмэн»
- Лучшая женская роль (комедия или мюзикл): Эми Адамс — «Большие глаза»
- Лучшая мужская роль второго плана: Дж. К. Симмонс — «Одержимость»
- Лучшая женская роль второго плана: Патрисия Аркетт — «Отрочество»
- Лучший сценарий: Алехандро Гонсалес Иньярриту, Николас Джиаокобоне, Александр Динеларис и Армандо Бо — «Бёрдмэн»
- Лучший анимационный фильм: «Как приручить дракона 2»
- Лучший фильм на иностранном языке:  «Левиафан»

### Critics' Choice Movie Awards
20-я церемония вручения наград премии Critics' Choice Movie Awards Ассоциацией телекинокритиков США и Канады прошла 15 января 2015 года в театре Hollywood Palladium в Голливуде. Ведущим церемонии был телеведущий Майкл Стрэйхен
- Лучший фильм: «Отрочество»
- Лучший режиссёр: Ричард Линклейтер — «Отрочество»
- Лучшая мужская роль: Майкл Китон — «Бёрдмэн»
- Лучшая женская роль: Джулианна Мур — «Всё ещё Элис»
- Лучшая мужская роль второго плана: Дж. К. Симмонс — «Одержимость»
- Лучшая женская роль второго плана: Патрисия Аркетт — «Отрочество»
- Лучший(-ая) молодой (-ая) актёр/актриса: Эллар Колтрейн — «Отрочество»
- Лучший актёрский состав: «Бёрдмэн»
- Лучший анимационный фильм: «Лего. Фильм»
- Лучший фильм на иностранном языке: «Форс-мажор»

### Кинофестиваль «Сандэнс»
Кинофестиваль «Сандэнс-2015» прошёл с 22 января по 1 февраля в городе Парк-Сити, штат Юта, США, с показами в городах Солт-Лейк-Сити, Огден и на курорте Сандэнс штата Юта.
- Лучший американский художественный фильм: «Я, Эрл и умирающая девушка»
- Лучший зарубежный художественный фильм: ,  «Строго на запад»
- Лучший американский документальный фильм: «Волчья стая»
- Лучший зарубежный документальный фильм: , ,«Русский дятел»

### Премия Гильдии киноактёров США
21-я церемония вручения премии Гильдии киноактёров США за заслуги в области кинематографа и телевидения за 2014 год состоялась 25 января 2015 года в Лос-Анджелесе.
- Лучшая мужская роль: Эдди Редмэйн — «Вселенная Стивена Хокинга»
- Лучшая женская роль: Джулианна Мур — «Всё ещё Элис»
- Лучшая мужская роль второго плана: Дж. К. Симмонс — «Одержимость»
- Лучшая женская роль второго плана: Патрисия Аркетт — «Отрочество»
- Лучший актёрский состав: «Бёрдмэн» (Зак Галифианакис, Майкл Китон, Эдвард Нортон, Андреа Райсборо, Эми Райан, Эмма Стоун и Наоми Уоттс)
- Лучший каскадёрский состав: «Несломленный»

### Премия гильдия режиссёров Америки
67-я церемония вручения премий Американской гильдии режиссёров за заслуги в области кинематографа и телевидения за 2014 год состоялась 7 февраля 2015 года в большом зале отеля Hyatt Regency Century Plaza в Лос-Анджелесе.
- Лучший фильм: «Бёрдмэн», реж. Алехандро Гонсалес Иньярриту
- Лучший документальный фильм: «Citizenfour. Правда Сноудена», реж. Лора Пойтрас

### Премия «Золотой орёл»
13-я церемония вручения наград премии «Золотой орёл» состоялась 23 января 2015 года в первом павильоне киноконцерна «Мосфильм».
- Лучший игровой фильм: «Солнечный удар»
- Лучший неигровой фильм: «Янковский»
- Лучший анимационный фильм: «Иван Царевич и Серый Волк 2»
- Лучшая режиссёрская работа: Андрей Звягинцев за работу над фильмом «Левиафан»
- Лучший сценарий: Андрей Кончаловский и Елена Киселёва за сценарий к фильму «Белые ночи почтальона Тряпицына»
- Лучшая мужская роль: Алексей Збруев за роль в фильме «Кино про Алексеева»
- Лучшая женская роль: Елена Лядова за роль в фильме «Левиафан»
- Лучшая мужская роль второго плана: Роман Мадянов за роль в фильме «Левиафан»
- Лучшая женская роль второго плана: Северия Янушаускайте за роль в фильме «Звезда»
- Лучший зарубежный фильм в российском прокате:  «Отель „Гранд Будапешт“»

### Премия «Белый слон»
17-я церемония кинопремии Гильдии киноведов и кинокритиков России «Белый слон» прошла 3 февраля в Доме кино в Москве.
- Лучший фильм: «Левиафан»
- Лучшая режиссёрская работа: Андрей Звягинцев — «Левиафан»
- Лучший мужская роль: Алексей Серебряков — «Левиафан»
- Лучшая женская роль: Елена Лядова — «Левиафан»
- Лучший мужская роль второго плана: Роман Мадянов — «Левиафан»
- Лучшая женская роль второго плана: Наталья Суркова — «Дурак»
- Лучший документальный фильм: «На пороге страха», «СРОК»
- Лучший анимационный фильм: «Мой личный лось»
- Лучший сценарий: Олег Негин и Андрей Звягинцев — «Левиафан»
- Лучшая операторская работа: Владимир Ильин и Юрий Клименко — «Трудно быть богом»
- Приз молодых кинокритиков «Голос» — «Комбинат „Надежда“»

### Берлинский кинофестиваль
65-й Берлинский международный кинофестиваль проходил с 5 по 15 февраля 2015 года Берлине, Германия. В основной конкурс вошло 15 лент. Жюри основного конкурса возглавлял американский режиссёр Даррен Аронофски.
- Золотой медведь: «Такси», реж. Джафар Панахи ()
- Гран-при жюри (Серебряный медведь): «Клуб», реж. Пабло Ларраин ()
- Серебряный медведь за лучшую режиссёрскую работу: Малгожата Шумовская, «Тело» ()
- Серебряный медведь за лучшую режиссёрскую работу: Раду Жуде, «Браво!» (,,)
- Серебряный медведь за лучшую мужскую роль: Том Кортни за «45 лет» ()
- Серебряный медведь за лучшую женскую роль: Шарлотта Рэмплинг за «45 лет» ()
- Серебряный медведь за лучший сценарий: Патрисио Гусман за «Перламутровая пуговица» (,,)

### Премия BAFTA
68-я церемония вручения наград британской премии «BAFTA» состоялась 8 февраля 2015 года в Королевском театре Ковент-Гарден в Лондоне, Великобритания.
- Лучший фильм: «Отрочество»
- Лучший британский фильм: «Вселенная Стивена Хокинга»
- Лучший фильм на иностранном языке:  «Ида»
- Лучший режиссёр: Ричард Линклейтер — «Отрочество»
- Лучшая мужская роль: Эдди Редмэйн — «Вселенная Стивена Хокинга»
- Лучшая женская роль: Джулианна Мур — «Всё ещё Элис»
- Лучшая мужская роль второго плана: Дж. К. Симмонс — «Одержимость»
- Лучшая женская роль второго плана: Патрисия Аркетт — «Отрочество»
- Лучший оригинальный сценарий: Уэс Андерсон — «Отель „Гранд Будапешт“»
- Лучший адаптированный сценарий: Энтони Маккартен — «Вселенная Стивена Хокинга»
- Лучший анимационный фильм: «Лего. Фильм»

### Премия «Сезар»
40-я церемония вручения наград премии «Сезар» за заслуги в области французского кинематографа за 2014 год состоялась 20 февраля 2015 года в театре «Шатле» (Париж, Франция)
- Лучший фильм: «Тимбукту»
- Лучший фильм на иностранном языке:  «Мамочка»
- Лучший режиссёр: Абдеррахман Сиссако — «Тимбукту»
- Лучшая мужская роль: Пьер Нинэ — «Ив Сен-Лоран»
- Лучшая женская роль: Адель Анель — «Истребители»
- Лучшая мужская роль второго плана: Реда Катеб — «Гиппократ»
- Лучшая женская роль второго плана: Кристен Стюарт — «Зильс-Мария»
- Лучший оригинальный сценарий: Абдеррахман Сиссако и Кессе Талль — «Тимбукту»
- Лучший адаптированный сценарий: Сириль Жели и Фолькер Шлёндорф — «Дипломатия»

### Премия «Независимый дух» (Independent Spirit Awards)
30-я церемония вручения премии «Независимый дух», ориентированной в первую очередь на американское независимое кино, за 2014 год состоялась 21 февраля 2015 года в Лос-Анджелесе.
- Лучший фильм: «Бёрдмэн»
- Лучший режиссёр: Ричард Линклейтер — «Отрочество»
- Лучшая мужская роль: Майкл Китон — «Бёрдмэн»
- Лучшая женская роль: Джулианна Мур — «Всё ещё Элис»
- Лучшая мужская роль второго плана: Дж. К. Симмонс — «Одержимость»
- Лучшая женская роль второго плана: Патрисия Аркетт — «Отрочество»
- Лучший сценарий: Дэн Гилрой — «Стрингер»
- Лучший фильм на иностранном языке:  «Ида»

### Премия «Оскар»
87-я церемония вручения наград американской премии «Оскар» состоялась 22 февраля 2015 года в театре «Долби», Лос-Анджелес, США. Ведущим церемонии был актёр Нил Патрик Харрис.
- Лучший фильм: «Бёрдмэн»
- Лучший режиссёр: Алехандро Гонсалес Иньярриту, «Бёрдмэн»
- Лучшая мужская роль: Эдди Редмэйн — «Вселенная Стивена Хокинга»
- Лучшая женская роль: Джулианна Мур — «Всё ещё Элис»
- Лучшая мужская роль второго плана: Дж. К. Симмонс — «Одержимость»
- Лучшая женская роль второго плана: Патрисия Аркетт — «Отрочество»
- Лучший оригинальный сценарий: Алехандро Гонсалес Иньярриту, Николас Джиаокобоне, Александр Динеларис и Армандо Бо — «Бёрдмэн»
- Лучший адаптированный сценарий: Грэм Мур — «Игра в имитацию»
- Лучший анимационный фильм: «Город героев»
- Лучший фильм на иностранном языке:  «Ида»

### Премия «Ника»
28-я церемония вручения наград премии «Ника» состоялась 31 марта 2015 года в Московском государственном музыкальном театре фольклора «Русская песня».
- Лучший игровой фильм: «Трудно быть богом»
- Лучший фильм стран СНГ и Балтии: «Племя» (Украина)
- Лучший неигровой фильм: «Коктебельские камешки»
- Лучший анимационный фильм: «Мой личный лось»
- Лучшая режиссёрская работа: Алексей Герман за работу над фильмом «Трудно быть богом»
- Лучший сценарий: Юрий Быков за сценарий к фильму «Дурак»
- Лучшая мужская роль: Леонид Ярмольник за роль в фильме «Трудно быть богом»
- Лучшая женская роль: Елена Лядова за роль в фильме «Левиафан»
- Лучшая мужская роль второго плана: Роман Мадянов за роль в фильме «Левиафан»
- Лучшая женская роль второго плана: Дарья Мороз за роль в фильме «Дурак»

### MTV Movie Awards
Церемония вручения кинонаград канала MTV за состоялась 12 апреля 2015 года в театре Nokia в Лос-Анджелесе. Ведущей стала американская актриса Эми Шумер. Награда в категории «Признание поколения» была вручена актёру Роберту Дауни младшему.
- Лучший фильм года: «Виноваты звёзды»
- Лучшая мужская роль: Брэдли Купер — «Снайпер»
- Лучшая женская роль: Шейлин Вудли — «Виноваты звёзды»
- Прорыв года: Дилан О’Брайен — «Бегущий в лабиринте»

### Каннский кинофестиваль
68-й Каннский международный кинофестиваль проходил с 13 по 25 мая 2015 года в Каннах, Франция. В основной конкурс вошло 19 лент. Жюри основного конкурса возглавили американские режиссёры Итан и Джоэл Коэны.
- Золотая пальмовая ветвь: «Дипан», реж. Жак Одиар (Франция)
- Гран-при: «Сын Саула», реж. Ласло Немеш (Венгрия)
- Лучший режиссёр: Хоу Сяо Сьен за «Ассасин» (Китай)
- Лучший сценарий: Мишель Франко за «Хроник» (США)
- Лучшая мужская роль: Венсан Линдон за «Закон рынка» (Франция)
- Лучшая женская роль: Руни Мара за «Кэрол» (США) и Эмманюэль Берко за «Мой король» (Франция)

### «Кинотавр»
26-й открытый российский кинофестиваль «Кинотавр-2015» проходил с 7 по 14 июня 2015 года в Сочи. Жюри возглавил режиссёр Алексей Учитель.
- Лучший фильм: «Про любовь», реж. Анна Меликян
- Лучший режиссёр: Алексей Федорченко, «Ангелы революции»
- Лучший дебют: фильм «Чайки», реж. Элла Манжеева
- Лучшая мужская роль: Василий Буткевич, Александр Паль, Павел Чинарёв, Иван Янковский, фильм «Тряпичный союз»
- Лучшая женская роль: Полина Гришина, фильм «Спасение»
- Лучшая операторская работа: Андрей Найдёнов, «Находка»
- Лучший сценарий: Василий Сигарев и Андрей Ильенков, фильм «Страна О3»

### Московский международный кинофестиваль
37-й Московский международный кинофестиваль прошёл в Москве с 19 по 26 июня 2015 года. В основной конкурс вошли 12 картин, в том числе ленты российских режиссёров: «Арвентур» Ирины Евтеевой, «Орлеан» Андрея Прошкина и «Милый Ханс, дорогой Пётр» Александра Миндадзе. Председателем жюри основного конкурса был французский кинорежиссёр, сценарист Жан-Жак Анно. Главный приз кинофестиваля, «Золотой Георгий», получил фильм «Лузеры» болгарского режиссёра Ивайло Христова.

### Премия «Сатурн»
41-я церемония вручения наград премии «Сатурн» за заслуги в области фантастики, фэнтези и фильмов ужасов за 2014 год состоялась 25 июня 2015 года в городе Бербанк (Калифорния, США).
- Лучший научно-фантастический фильм: «Интерстеллар»
- Лучший фильм-фэнтези: «Хоббит: Битва пяти воинств»
- Лучший фильм ужасов: «Дракула»
- Лучший триллер: «Исчезнувшая»
- Лучший приключенческий фильм/боевик: «Несломленный»
- Лучшая экранизация комикса: «Стражи Галактики»
- Лучший полнометражный мультфильм: «Лего. Фильм»
- Лучший независимый фильм: «Одержимость»
- Лучший режиссёр: Джеймс Ганн — «Стражи Галактики»
- Лучшая мужская роль: Крис Прэтт — «Стражи Галактики»
- Лучшая женская роль: Розамунд Пайк — «Исчезнувшая»
- Лучшая мужская роль второго плана: Ричард Армитидж — «Хоббит: Битва пяти воинств»
- Лучшая женская роль второго плана: Рене Руссо — «Стрингер»
- Лучший сценарий: Кристофер Нолан, Джонатан Нолан — «Интерстеллар»

### Венецианский кинофестиваль
72-й Венецианский международный кинофестиваль проходил со 2 по 12 сентября 2015 года в Венеции, Италия. В основной конкурс вошла 21 лента, в том числе фильм «Франкофония» Александра Сокурова. Жюри основного конкурса возглавлял мексиканский режиссёр Альфонсо Куарон.
- Золотой лев: «Оттуда», реж. Лоренцо Вигас (Венесуэла)
- Особый приз жюри: «Аномализа», реж. Дьюк Джонсон, Чарли Кауфман (США)
- Серебряный лев за лучшую режиссёрскую работу: Пабло Траперо, «Клан» (Аргентина, Испания)
- Золотые Озеллы за лучший сценарий: Кристиан Венсан, «Горностай» (Франция)
- Специальный приз жюри: «Безумие», реж. Эмин Элпер (Франция, Катар, Турция)
- Кубок Вольпи за лучшую мужскую роль: Фабрис Лукини за «Горностай» (Франция)
- Кубок Вольпи за лучшую женскую роль: Валерия Голино за «Ради тебя» (Италия, Франция)
- Приз Марчелло Мастрояни: Абрахам Атта, «Безродные звери» (США)

### Кинофестиваль в Торонто
40-й ежегодный международный кинофестиваль в Торонто (Канада) проходил с 10 по 20 сентября 2015 года
- Приз зрительских симпатий (1 место): «Комната», реж. Леонард Абрахамсон (Ирландия, Канада, Великобритания, США)
- Приз зрительских симпатий (2 место): «Рассерженные индийские боги», реж. Пан Налин (Индия, Германия)
- Приз зрительских симпатий (3 место): «В центре внимания», реж. Том МакКарти ( США)

### Премия Европейской киноакадемии
28-я церемония континентальной премии Европейской академии кино состоялась 12 декабря 2015 года в столице Германии, Берлине.
- Лучший европейский фильм: «Молодость» (, ,, )
- Лучший европейский режиссёр: Паоло Соррентино — «Молодость» ()
- Лучший европейский актёр: Майкл Кейн — «Молодость» ()
- Лучшая европейская актриса: Шарлотта Рэмплинг — «45 лет» ()
- Лучшая европейская комедия — «Голубь сидел на ветке, размышляя о бытии» (,,, )
- Приз зрительских симпатий — «Миниатюрный остров» ()